# دانشگاه بریجپورت
دانشگاه بریجپورت(UB) یک دانشگاه خصوصی در بریجپورت، کانکتیکات است. این دانشگاه توسط کمیسیون آموزش عالی نیوانگلند تأیید شده‌است. در سال ۲۰۱۴ این دانشگاه سیزده مدرسه، مؤسسه و کالج داشت. در سال ۲۰۲۱، دانشگاه توسط دانشگاه گودوین خریداری شد اما نام، برند و هیئت امنای خود را حفظ می‌کند.